# Entérovirus
Enterovirus
Genre
Enterovirus (du grec ἔντερον, « intestin ») est un genre de virus non enveloppés à ARN simple brin de polarité positive. Ils appartiennent à la famille des Picornaviridae. Ce genre comprend neuf espèces dénommées entérovirus et trois espèces dénommées rhinovirus, elles-mêmes subdivisées en 300 sérotypes environ. Ce genre a été découvert par le Docteur David Tyrrell.
Contrairement à ce que l'étymologie pourrait laisser croire, les virus du genre Enterovirus ne sont pas spécifiques des intestins et ne regroupent pas tous les virus atteignant les intestins.
Pour minimiser le risque de confusion dans cet article, on réservera la graphie « Enterovirus » au genre, et la graphie « entérovirus » à une espèce ou à un sérotype.

## Morphologie des virions
La capside est non enveloppée, à symétrie icosaédrique, d'un diamètre de 27 à 30 nm. Elle est formée de 60 protomères, tétramères impliquant chacun un exemplaire des protéines structurales du virus (VP1, VP2, VP3 et VP4). La protéine VP4 n'est pas exposée à la surface de la particule virale. La capside virale comporte une dépression, appelée « canyon », qui contient le site d'attachement aux récepteurs cellulaires. La nucléocapside contient une molécule unique d'ARN génomique.

## Génome
Le génome est constitué d'une molécule unique d'environ 7 500 nucléotides, contenant un seul cadre de lecture fonctionnel flanqué de deux régions non codantes, impliquées dans la régulation de la traduction et de la réplication du génome. Le génome viral est polyadénylé à son extrémité 3' et son extrémité 5' est liée de façon covalente à une petite protéine virale appelée VPg.
Après la décapsidation qui suit l'infection d'une cellule, la molécule d'ARN est directement prise en charge par la machinerie de traduction cellulaire qui va synthétiser l'ensemble des protéines virales. Sur la partie 5' du cadre de lecture se trouvent les séquences codant les 4 protéines structurales du virus (VP1 à VP4) qui forment la capside en aval desquelles se trouvent les séquences codant les protéines non structurales dont certaines contiennent des domaines enzymatiques (protéases, hélicase, ARN-polymérase ARN-dépendante).

## Classification
En 2013, 12 espèces sont dénombrées parmi le genre Enterovirus, et identifiées par des lettres : 9 espèces entérovirus (A à H et J) et 3 espèces rhinovirus (A à C). Ces espèces sont définies selon des critères phylogénétiques basés sur la partie du génome codant les protéines structurales. De ce fait, la classification actuelle ne recouvre pas la classification reposant sur des propriétés phénotypiques des virus (pouvoir pathogène, capacité à infecter certains types de cellules), à l'origine des groupes coxsackie A, coxsackie B, echovirus et poliovirus.
Les analyses phylogénétiques actuelles conduites sur de nombreux virus circulant conduisent à l'identification de nouveaux génotypes et sont à l'origine de certaines modifications de la classification du genre Enterovirus. Ainsi, les sérotypes de poliovirus sont désormais inclus dans l'espèce entérovirus C.
Par ailleurs, la nomenclature définie avant l'apparition des techniques de biologie moléculaire peut être source de confusion. Ainsi, certains sérotypes d'entérovirus simiens appartiennent à l'espèce entérovirus B (anciennement « entérovirus humain B »). De même, certains echovirus (de l'anglais Enterovirus Cytopathogenic Orphan Viruses), initialement réputés non pathogènes pour l'humain ("orphan" signifiant ici « non pathogène ») peuvent entraîner des manifestations cliniques plus ou moins sévères. Enfin, le nom même du genre Enterovirus suggère que tous les virus du genre sont des virus entériques, ce qui n'est pas le cas des rhinovirus par exemple ; pour pallier ce dernier problème, certains auteurs ont proposé de modifier le nom du genre en Rhinenterovirus.

### Liste des espèces
En 2013, on dénombre environ 300 sérotypes répartis en 12 espèces dont voici la liste (les sérotypes nommés entérovirus ou rhinovirus sans autre qualificatif qu'une lettre et un nombre ne sont pas cités dans cette liste) :
- Enterovirus A : 24 sérotypes dont 11 coxsackievirus (A2 à A8, A10, A12, A14, A16), 1 entérovirus babouin (A13) et 3 entérovirus simiens (19, 43, 46). À part, l'entérovirus 71 ;
- Enterovirus B : 61 sérotypes dont 7 coxsackievirus (A9, B1 à B6), 28 echovirus (1 à 7, 9, 11 à 21, 24 à 27, 29 à 33) et 1 entérovirus simien (A5) ;
- Enterovirus C : 23 sérotypes dont 9 coxsackievirus (A1, A11, A13, A17, A19 à A22, A24) et 3 poliovirus (1 à 3) ;
- Enterovirus D : 5 sérotypes (Entérovirus D68) ;
- Enterovirus E (ou entérovirus bovin A) : 4 sérotypes ;
- Enterovirus F (ou entérovirus bovin B) : 6 sérotypes ;
- Enterovirus G : 7 sérotypes ;
- Enterovirus H : 1 sérotypes ;
- Enterovirus J : 6 sérotypes dont 1 entérovirus simien (6) ;
- Rhinovirus A : 77 sérotypes ;
- Rhinovirus B : 30 sérotypes ;
- Rhinovirus C : 51 sérotypes.

Il existe par ailleurs 3 autres sérotypes d'entérovirus, dont 1 entérovirus simien, qui ne sont pas classés.

## Pathologies
Des 12 espèces classées, la plupart des sérotypes des espèces entérovirus A, B, C et D, ainsi que des rhinovirus A, B et C sont pathogènes pour l'humain.

### Poliomyélite
La poliomyélite est une infection de la moelle épinière. Elle est due à un des sérotypes de poliovirus.

### Autres pathologies spécifiques
L'herpangine est un type d'angine particulier, essentiellement due à plusieurs virus coxsackie A. Le syndrome pieds-mains-bouche est une infection de la bouche et des extrémités, essentiellement due à un virus coxsackie A. La myalgie épidémique est une infection musculaire due à un virus coxsackie B.

### Pathologies non spécifiques

#### Pathologies plutôt bénignes
Les infections bénignes des voies aériennes supérieures peuvent être causées par plusieurs espèces d'entérovirus et de rhinovirus. Les infections bénignes des voies digestives peuvent être causées par plusieurs espèces d'entérovirus. C'est, en France, la première cause de méningite pure de l'enfant, mais elle reste bénigne et spontanément résolutif.

#### Pathologies potentiellement graves
Les virus coxsackie A et coxsackie B peuvent causer une péricardite voire une myocardite, c'est-à-dire une infection du péricarde, l'enveloppe du cœur, ou du myocarde, le muscle cardiaque proprement dit. Certains virus appartenant aux sérotypes coxsackie A, coxsackie B et echovirus peuvent causer une méningite, une infection des méninges, l'enveloppe du système nerveux central.

## Épidémiologie
Les différents sérotypes d'entérovirus sont responsables d'un large spectre de symptômes, bénins ou sévères : paralysie flasque aigüe, méningites aseptiques, syndrome pieds-mains-bouche, angine, maladies respiratoires, cardiopathies aiguës ou chroniques, diarrhées, pancréatites, atteintes oculaires, encéphalites…
Le sujet infecté émet des virus dans ses selles et la transmission est interhumaine par voie aérienne, par contact (mains sales) ou par de l'eau souillée, par des fruits ou légumes lavés à l'eau souillée, par des coquillages… Les sérotypes d'entérovirus responsables de conjonctivites hémorragiques aigües (notamment certains variants d'entérovirus 70 et de coxsakievirus A24) pourraient être transmis directement par contact avec les sécrétions oculaires.
Les virus du genre Enterovirus, virus non enveloppés, survivent relativement longtemps dans le milieu extérieur et en particulier dans l'eau.

### Cas du sérotype entérovirus A71
Il s'agit d'un entérovirus de type A, une des responsables du syndrome pieds-mains-bouche et de syndromes neurologiques proches de la poliomyélite.

## Vaccins
Aucun vaccin n'est actuellement disponible contre les virus du genre Enterovirus, hormis les sérotypes poliovirus responsables de la poliomyélite. Le respect des règles générales d'hygiène et le lavage fréquent des mains sont probablement le moyen le plus efficace de limiter la propagation de ces virus.

## Référence biologique
- (en) ICTV : Enterovirus  (consulté le 28 février 2021)

## Quelques entérovirus
- Poliovirus
- Coxsackie A virus
- Coxsackie B virus
- Echovirus
- Rhinovirus